# ミユキ野球教室
『ミユキ野球教室』（ミユキやきゅうきょうしつ）は、1957年3月17日から1990年3月25日まで日本テレビ系列局で生放送されていたスポーツ番組である。一時期を除き、御幸毛織の一社提供冠番組であり、通算1696回放送した。当初はモノクロ放送だったが、1971年10月3日よりカラー放送となった。

## 概要

### ミユキ野球教室（第1期）
野球評論家の中澤不二雄が、野球人気の向上のために企画した番組。初期は番組名が示す様に、中澤不二雄とゲストの野球関係者が野球の技術を講義する教養番組であったが、後にプロ野球情報番組へ転向した。
主に日本テレビが番組製作したことから巨人軍の話題が多く、長嶋茂雄や王貞治ら名選手の貴重な映像財産となった。長嶋は、本番組スタートから半年後、プロ入り前の立教大学野球部時代の1957年9月に初出演している。長嶋が出演した回は1桁の平均視聴率が2桁に跳ね上がったという。1965年6月に初代司会の中澤が急死したのを受け、同年12月から翌1966年のプロ野球シーズン開始直前まで「長嶋ホストアワー」と銘打って、長嶋が本番組の司会を務めた。
一時期は読売テレビ (YTV)、広島テレビ (HTV)、名古屋放送 (NBN) → 中京テレビ (CTV)、テレビ西日本 (TNC) → RKB毎日放送 (RKB) → 福岡放送 (FBS) と、プロ野球チームの本拠地がある地域の系列局が製作した回もあり、製作著作のクレジット表記や、番組冒頭のネットワーク表示の先頭に担当局の略称が入ることで判別できた。内容により、前述の系列局が企画ネット番組扱いで同タイトル・スポンサーによるローカル版に差し替えることがあった。実例として、広島テレビが1988年2月に、芝草宇宙や島田直也ほか当時の新人選手の特集を広島東洋カープの春季キャンプ中継に差し替えたことがある。
当初の放送時間は日曜日9時45分 - 10時00分 （日本標準時）の15分番組であったが、1963年に9時30分 - 10時00分の30分番組となった。

### 野球教室
1986年1月に放送時間が日曜11時00分枠へ移動し、ミユキと安田生命、アートネイチャーの3社による複数社提供へ移行してスポンサー社名がない『野球教室』に改題された。
番組の冒頭は、1965年から1985年12月29日を最後に複数社提供へ移行するまでは、ミユキのオープニングキャッチに続いてオープニングテーマをバックにアナウンサーが「御幸毛織提供、ミユキ野球教室」とタイトルコールをナレーションして、放送回数のテロップを表示した。テロップは複数社提供時代も継続し、最終回まで続けられた。地方局製作回の提供読みは、複数社提供になるまで担当局のアナウンサーが担当し、複数社提供時代から最終回までは地方発も日本テレビが担当した。（ローカル差し替え時を除く）。テーマ曲は、初回から黛敏郎が作曲した「スポーツ行進曲」を、11時台へ移行後は、菊池ひみこの「ハリウッド・イリュージョン」やカシオペアの「Solid Swing」を用いた。

### ミユキ野球教室（第2期）
1988年10月に、放送時間を15分に縮小し、ミユキの一社提供へ戻りタイトルに再び社名を冠したが、ミユキのオープニングキャッチは用いなかった。1990年3月25日放送をもって終了。33年の歴史に幕を降ろした。最終回は、前年に現役を引退して日本テレビの野球解説者となった中畑清の要望で、番組の途中でミユキのオープニングキャッチを流した。

### 記念日
御幸毛織では、当番組の放送開始日である3月17日を、2024年に「ミユキ野球教室の日」に制定することを決め、日本記念日協会に登録を行っている。

## 出演者
- 中澤不二雄
- 越智正典
- 石川牧子
- 糸井重里 - 1988年〜89年にかけて出演し、シーズン中の巨人軍の選手に向けた「キャッチコピー大賞」を番組内で行う他、番組内で巨人軍の試合の現地リポートも行った。
- 東京読売巨人軍の選手および監督
- ほか

## 放送局
系列は1990年3月の放送終了時点（別放送局に移行した場合はその移行時点）のもので、太字の局は製作参加局である。主に日本テレビが製作し、放送回によりプロ野球球団本拠所在地の放送局が製作したが、その場合でも番組配信は日本テレビが担当した。なお、NNN/NNS加盟外の放送局の場合、番組冒頭のネットワーク局一覧に表示されない場合があった。テレビ金沢は1990年3月25日のサービス放送時、最終回のみ放送した。テレビ信州・福井放送では『サンデープロジェクト』（テレビ朝日系）などを放送していたため、放送されなかった。
| 放送対象地域            | 放送局             | 系列                                         | 備考 |
| ----------------------- | ------------------ | -------------------------------------------- | --- |
| 関東広域圏              | 日本テレビ         | 日本テレビ系列                               | 番組幹事局 |
| 北海道                  | 札幌テレビ         | 日本テレビ系列                               | 1972年3月まではフジテレビ系列とのクロスネット局 （ニュースネットワークは日本テレビ系列単独加盟）                                                                                  |
| 青森県                  | 青森放送           | 日本テレビ系列 テレビ朝日系列                | 1975年3月まで日本テレビ系列単独加盟局 |
| 岩手県                  | テレビ岩手         | 日本テレビ系列                               | 1969年12月の開局時から放送 1980年3月までテレビ朝日系列とクロスネット局 |
| 宮城県                  | 仙台放送           | フジテレビ系列 日本テレビ系列                | 1970年9月まで放送 |
| 宮城県                  | ミヤギテレビ       | 日本テレビ系列                               | 1970年10月の開局時から放送 1975年9月までNETテレビ系列とクロスネット局 |
| 秋田県                  | 秋田放送           | 日本テレビ系列                               | |
| 福島県                  | 福島テレビ         | 日本テレビ系列                               | 1971年9月まで放送 1971年6月から9月までTBS系列局 |
| 福島県                  | 福島中央テレビ     | 日本テレビ系列                               | 1971年10月の福島テレビとネット交換時から放送 1981年9月までテレビ朝日系列とクロスネット局                                                                                          |
| 新潟県                  | 新潟総合テレビ     | フジテレビ系列 日本テレビ系列 テレビ朝日系列 | 現・NST新潟総合テレビ 1981年3月まで放送 |
| 新潟県                  | テレビ新潟         | 日本テレビ系列                               | 1981年4月の開局時から放送 |
| 山梨県                  | 山梨放送           | 日本テレビ系列                               | |
| 静岡県                  | 静岡第一テレビ     |                                              | |
| 富山県                  | 北日本放送         |                                              | |
| 中京広域圏              | 中部日本放送       | TBS系列                                      | 現・CBCテレビ |
| 中京広域圏              | 名古屋放送         | 日本テレビ系列 NETテレビ系列                 | 現・名古屋テレビ放送（メ〜テレ） 1973年3月まで放送 |
| 中京広域圏              | 中京テレビ         | 日本テレビ系列                               | 1973年4月から放送 変則ネット解消に伴い移行 |
| 京阪神大都市圏          | 大阪テレビ         | KRテレビ系列 日本テレビ系列                  | 現・朝日放送テレビ（テレビ朝日系列） 読売テレビの開局に伴い移行 |
| 近畿広域圏              | 読売テレビ         | 日本テレビ系列                               | 1958年8月の開局時から放送 大阪テレビから移行 |
| 鳥取県 ↓ 鳥取県・島根県 | 日本海テレビ       | 日本テレビ系列                               | 1972年9月まで事実上フジテレビ系列と、 1989年9月まで事実上テレビ朝日系列とクロスネット局 1972年9月21日までの放送エリアは鳥取県のみ 1972年9月22日から電波相互乗り入れで島根県も放送 |
| 広島県                  | 広島テレビ         | 日本テレビ系列                               | 1975年9月まではフジテレビ系列とクロスネット局 |
| 山口県                  | 山口放送           | 日本テレビ系列 テレビ朝日系列                | 1978年9月まで日本テレビ系列単独加盟局 |
| 徳島県                  | 四国放送           | 日本テレビ系列                               | |
| 香川県 ↓ 香川県・岡山県 | 西日本放送         | 日本テレビ系列                               | 1983年3月までの放送エリアは香川県のみ 1983年4月の電波相互乗り入れで岡山県も放送                                                                                                   |
| 高知県                  | 高知放送           | 日本テレビ系列                               | |
| 福岡県                  | テレビ西日本       | 日本テレビ系列                               | 1964年9月まで |
| 福岡県                  | RKB毎日放送        | TBS系列                                      | 1964年10月から1969年3月まで放送 テレビ西日本のフジテレビ系へネットチェンジに伴い移行                                                                                              |
| 福岡県                  | 福岡放送           | 日本テレビ系列                               | 1969年4月の開局時から放送 |
| 長崎県                  | テレビ長崎         | フジテレビ系列 日本テレビ系列                | 1969年4月の開局時から放送 |
| 熊本県                  | 熊本放送           | TBS系列                                      | 1982年3月まで放送 |
| 熊本県                  | くまもと県民テレビ | 日本テレビ系列                               | 1982年4月の開局時から放送 |
| 大分県                  | テレビ大分         | 日本テレビ系列 フジテレビ系列 テレビ朝日系列 | 1970年4月の開局時から放送 |
| 鹿児島県                | 南日本放送         | TBS系列                                      | 1969年3月まで放送 |
| 鹿児島県                | 鹿児島テレビ       | 日本テレビ系列 フジテレビ系列                | 1969年4月の開局時から放送 1982年9月までテレビ朝日系列とトリプルネット局 |
| 沖縄県                  | 沖縄テレビ         | フジテレビ系列                               | 1980年代の一時期のみ放送 |